# رضا سجادی (سیاستمدار)
رضا سجادی سیاست‌مدار ایرانی بود، که در  دوره بیست و سوم  به‌عنوان نماینده بجنورد در مجلس شورای ملی حضور داشت.